# Philosophische Werke Mao Zedongs
Die philosophischen Werke Mao Zedongs sind über einen längeren Zeitraum seines politischen Wirkens entstanden. Diese Werke sind größtenteils Schlüsseltexte in der Geschichte des chinesischen Kommunismus und spiegeln Maos philosophische und politische Überzeugungen wider.
Mao Zedong (1893–1976), in anderer Schreibung Mao Tse-tung, gebürtig aus Shaoshan (Xiangtan) in der Provinz Hunan, war ein großer Marxist, proletarischer Revolutionär, Stratege und Theoretiker und der wichtigste Gründer und Führer der Kommunistischen Partei Chinas, der Volksbefreiungsarmee und der Volksrepublik China. Er hat mehrere philosophische Werke verfasst.
Diese Werke reflektieren Maos Interpretation des Marxismus und des Leninismus und haben wesentlich zur Entwicklung des Maoismus beigetragen, einer spezifischen Form des kommunistischen Gedankenguts, das in China und international Einfluss hatte. Mao betonte in seinen Schriften die zentrale Rolle der Bauernschaft in der Revolution und die Bedeutung von Kulturrevolutionen zur Veränderung gesellschaftlicher Strukturen und Ideologien.
Außerdem hat er verschiedene wichtige philosophische und theoretische Schriften verfasst, die seine Ideen und Ansichten über Politik, Kriegsführung und Revolution weiter ausführen.
Diese Werke sind zentrale Bestandteile des philosophischen und politischen Erbes von Mao Zedong und prägend für den Maoismus.
Zu seinen bekanntesten philosophischen Schriften zählen:
- 1.	Strategische Probleme des revolutionären Krieges in China (中国革命战争的战略问题, Zhōngguó gémìng zhànzhēng de zhànlüè wèntí) (1936): Hier beschreibt Mao die strategischen Überlegungen, die für den revolutionären Kampf in China spezifisch sind, mit Schwerpunkt auf Guerillakriegsführung und mobilen Kriegstaktiken.
- 2.	Über die Praxis (实践论, Shíjiàn lùn) (1937): In diesem Werk diskutiert Mao die Bedeutung der Praxis im Erkenntnisprozess und die Beziehung zwischen Erkenntnis und Praxis.
- 3.	Über den Widerspruch (矛盾论, Máodùn lùn) (1937): Dies ist eines seiner wichtigsten theoretischen Werke, in dem er die Rolle von Widersprüchen in der Natur, der menschlichen Gesellschaft und im Denkprozess untersucht.
- 4.	Über den langwierigen Krieg (论持久战, Lùn chíjiǔ zhàn) (1938): In diesem Werk analysiert Mao die Bedingungen und Strategien des Widerstandskampfes gegen die japanische Invasion während des Zweiten Japanisch-Chinesischen Krieges. Obwohl es primär militärisch-strategischer Natur ist, enthält es auch wichtige philosophische Einsichten in Bezug auf Krieg und Revolution.
- 5.	Über die Neue Demokratie (新民主主义论, Xīn mínzhǔzhǔyì lùn) (1940): In diesem Werk entwickelt Mao seine Theorie der Neuen Demokratie (chinesisch 新民主主義 / 新民主主义, Pinyin xīn mínzhǔzhǔyì), die einen Übergangsprozess zur sozialistischen Gesellschaft in Ländern beschreibt, die sich noch in einer semi-feudalen und semi-kolonialen Phase befinden.
- 6.	Reden auf der Beratung über Fragen der Literatur und Kunst in Yenan (在延安文艺座谈会上的讲话, Zài Yán'ān wényì zuòtánhuì shàng de jiǎnghuà) (1942): In diesen Reden legt Mao seine Ansichten über die Rolle der Literatur und Kunst in der Revolution dar und betont die Notwendigkeit, dass Kunst und Literatur der politischen Ideologie und den Zielen der kommunistischen Partei dienen sollten.
- 7.	Über die Koalitionsregierung (论联合政府, Lùn liánhé zhèngfǔ) (1945): Dieses Werk behandelt die politische Strategie und die Bedingungen für die Bildung einer Koalitionsregierung in der Nachkriegszeit in China.
- 8.	Über die richtige Behandlung der Widersprüche im Volke (关于正确处理人民内部矛盾的问题, Guānyú zhèngquè chǔlǐ rénmín nèibù máodùn de wèntí) (1957): Hier erläutert Mao seine Ansichten darüber, wie interne Widersprüche in einer sozialistischen Gesellschaft behandelt werden sollten.

Diese Werke bieten einen tieferen Einblick in Maos Denken und die Entwicklung seiner politischen und philosophischen Ideen, die maßgeblich die politische Landschaft Chinas im 20. Jahrhundert geprägt haben. Sie sind auch zentral für das Verständnis des Maoismus als eine spezifische Ausprägung des Marxismus-Leninismus.
Viele von Maos Werken sind heutzutage auch digital verfügbar.